# Beilschmiedia frondosa
Beilschmiedia frondosa är en lagerväxtart som beskrevs av André Joseph Guillaume Henri Kostermans. Beilschmiedia frondosa ingår i släktet Beilschmiedia och familjen lagerväxter. Inga underarter finns listade i Catalogue of Life.